# Genisteină
Genisteina este o izoflavonă naturală. Acționează ca inhibitor al angiogenezei și ca fitoestrogen.
A fost izolată pentru prima dată din specia Genista tinctoria (drobiță), de unde provine și numele său. Structura sa a fost stabilită în anul 1926, când s-a observat că este identică cu cea a compusului prunetol. Prima sinteză chimică a fost realizată în anul 1928. S-a demonstrat că este metabolitul secundar majoritar din speciile de Trifolium și în Glycine max (soia).